# Pan-Amazone

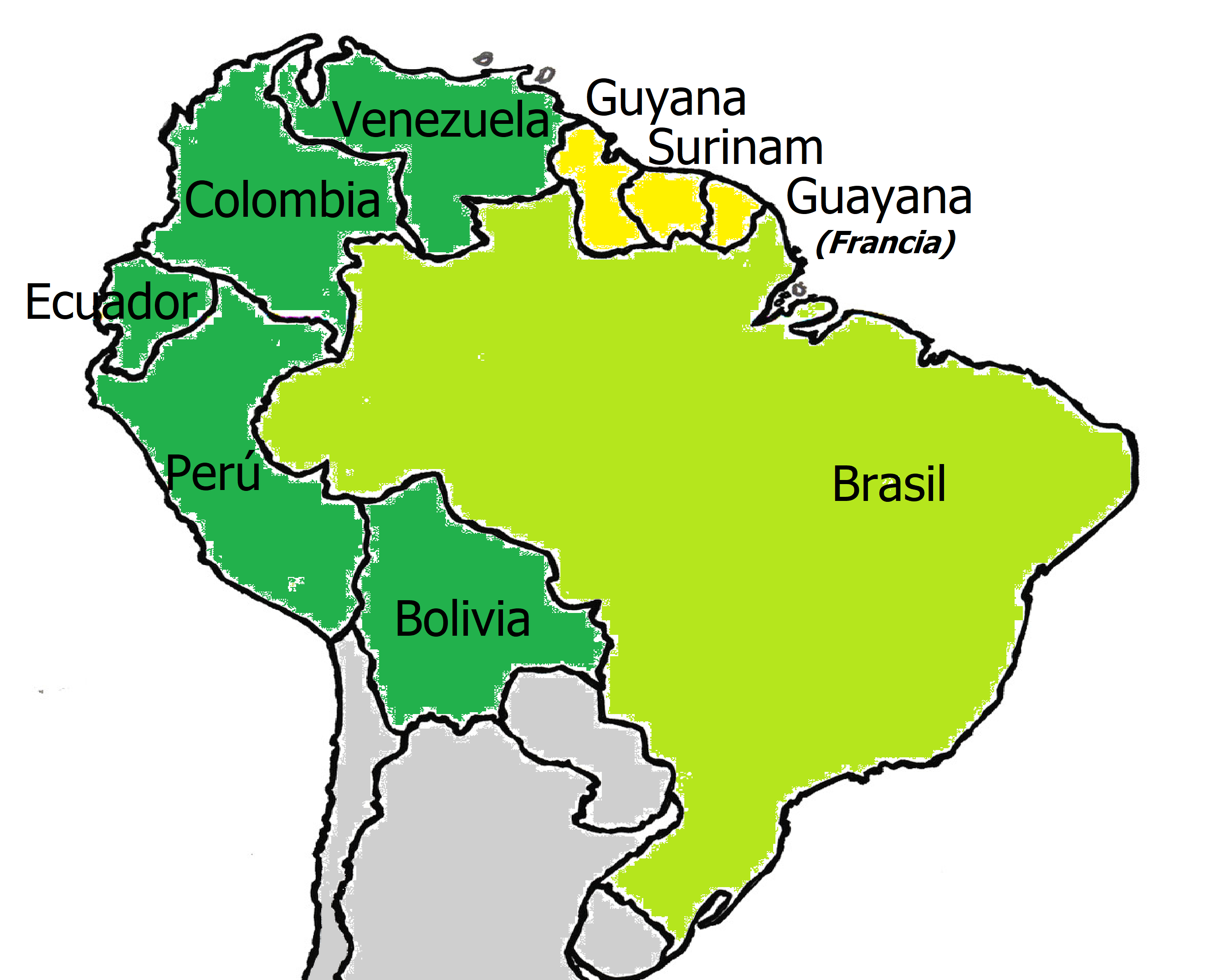
Landen die tot de Pan-Amazone worden gerekend volgens de Organisatie van de Overeenkomst voor Amazonische Samenwerking
----
Andes-Amazone
Guyana's
Brazilië

De Pan-Amazone (Panamazonia) is een politieke term voor een groep landen in het Amazoneregenwoud in Zuid-Amerika, en verder voor een samenwerking van Amazonevolkeren voor de bescherming van het milieu.
Het politieke gebruik van de term vond plaats door de vorming van de Organisatie van de Overeenkomst voor Amazonische Samenwerking (OOAS), waarbij de deelnemende landen zichzelf definiëren als de Pan-Amazone-regio. De OOAS deelt de regio onder in drie groepen: de Andes-Amazone-landen (Venezuela, Colombia, Ecuador, Peru en Bolivia), de Guyana's (Guyana, Suriname en Frans-Guyana) en Brazilië. Het was de OOAS zelf die Frans-Guyana symbolisch opnam in de Pan-Amazone; dit overzeese gebied behoort tot Frankrijk.
De Latijns-Amerikaanse Vereniging voor Radio-onderwijs (ALER) heeft een programma genaamd Red Panamazónica dat ten dienste staat van inheemse Amazonevolkeren.
Pan-Amazone wordt eveneens gebruikt als verwijzing naar een katholieke regio volgens de Jezuïetenorde en Caritas Internationalis.

Regio's
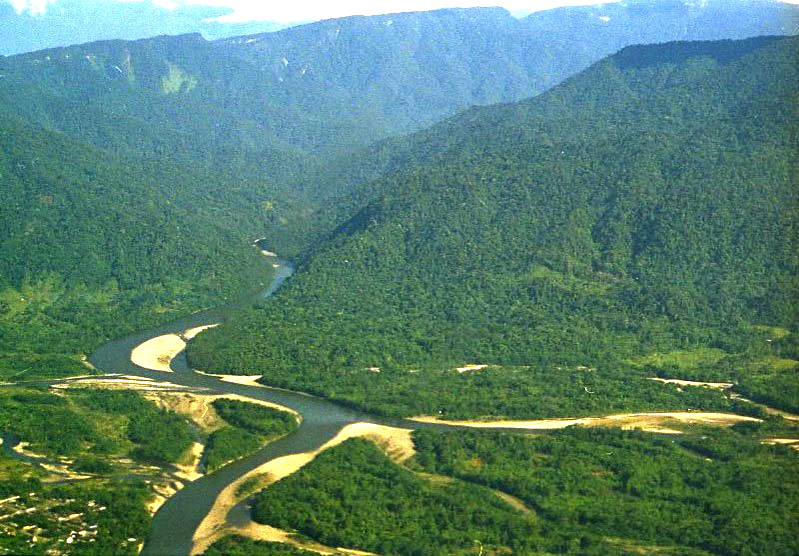
Colombia
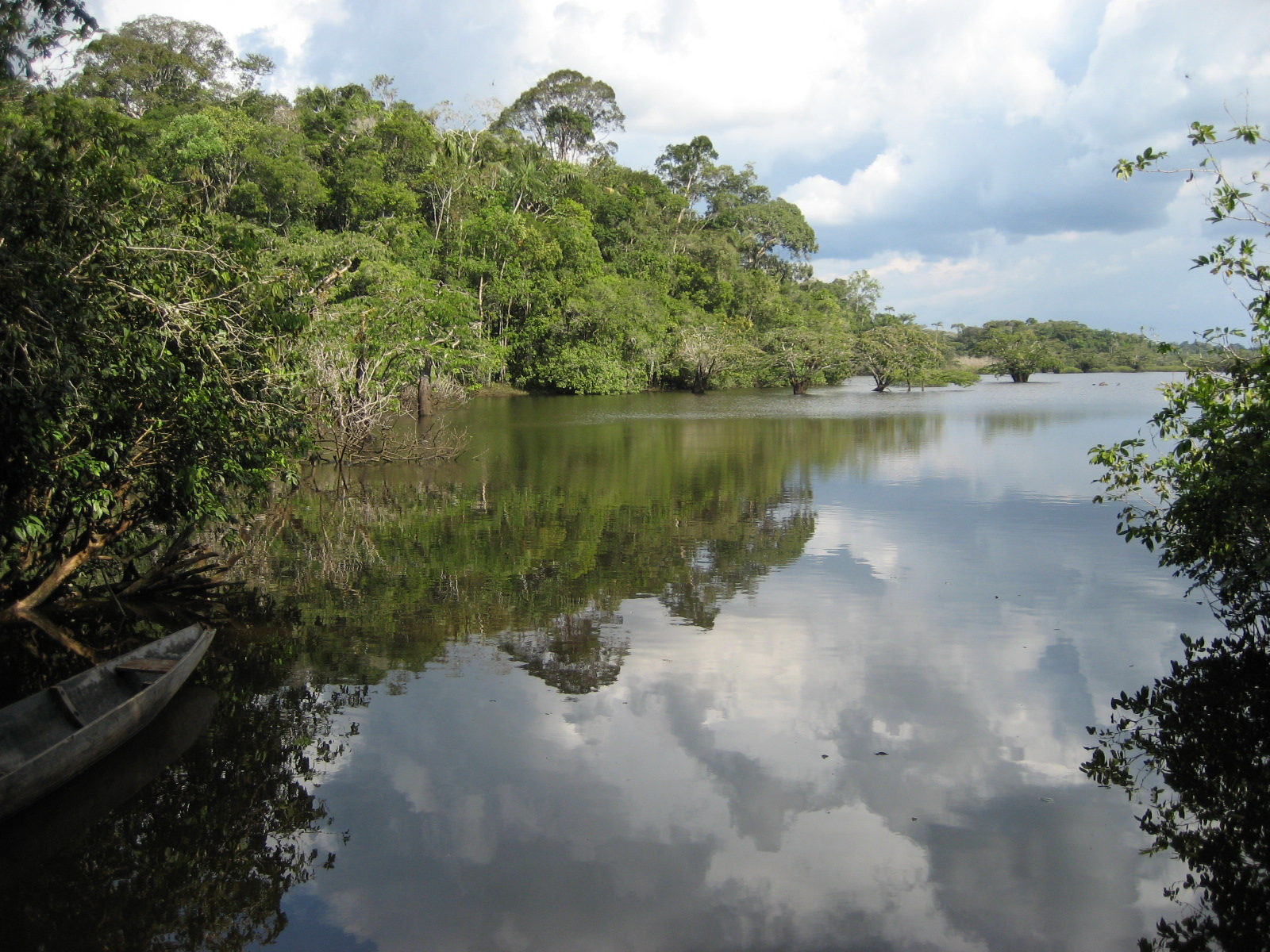
Ecuador
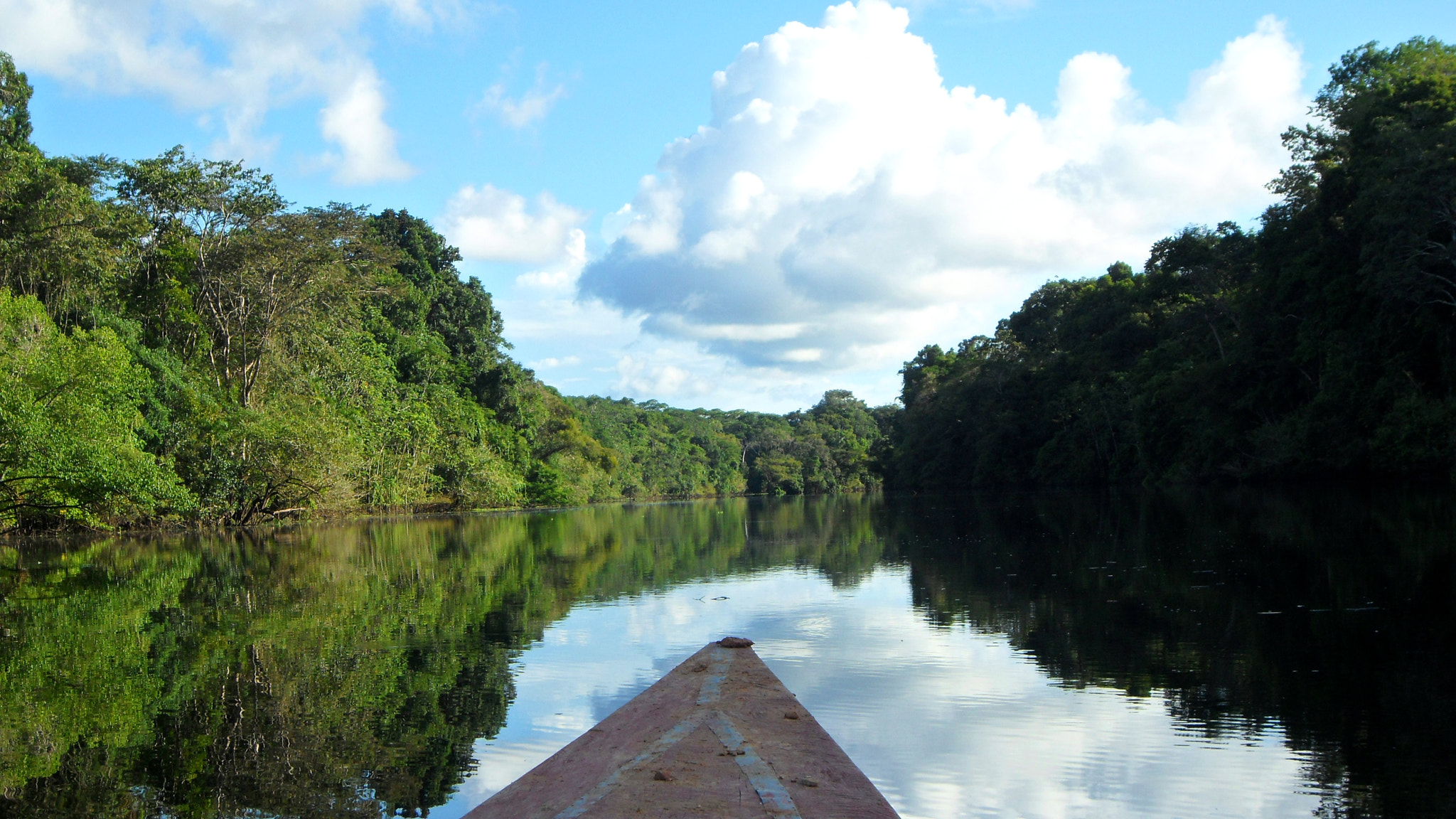
Peru
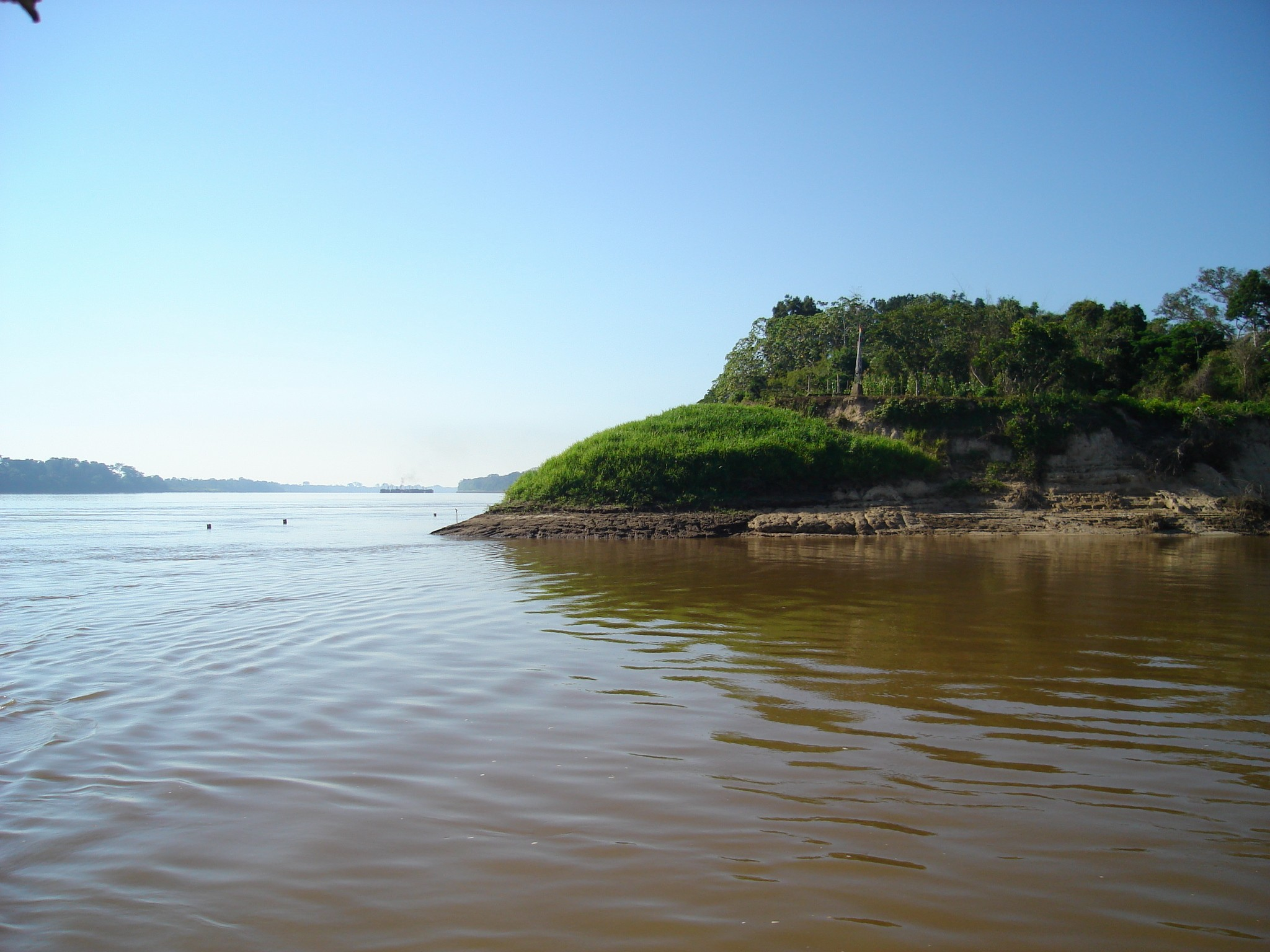
Bolivia
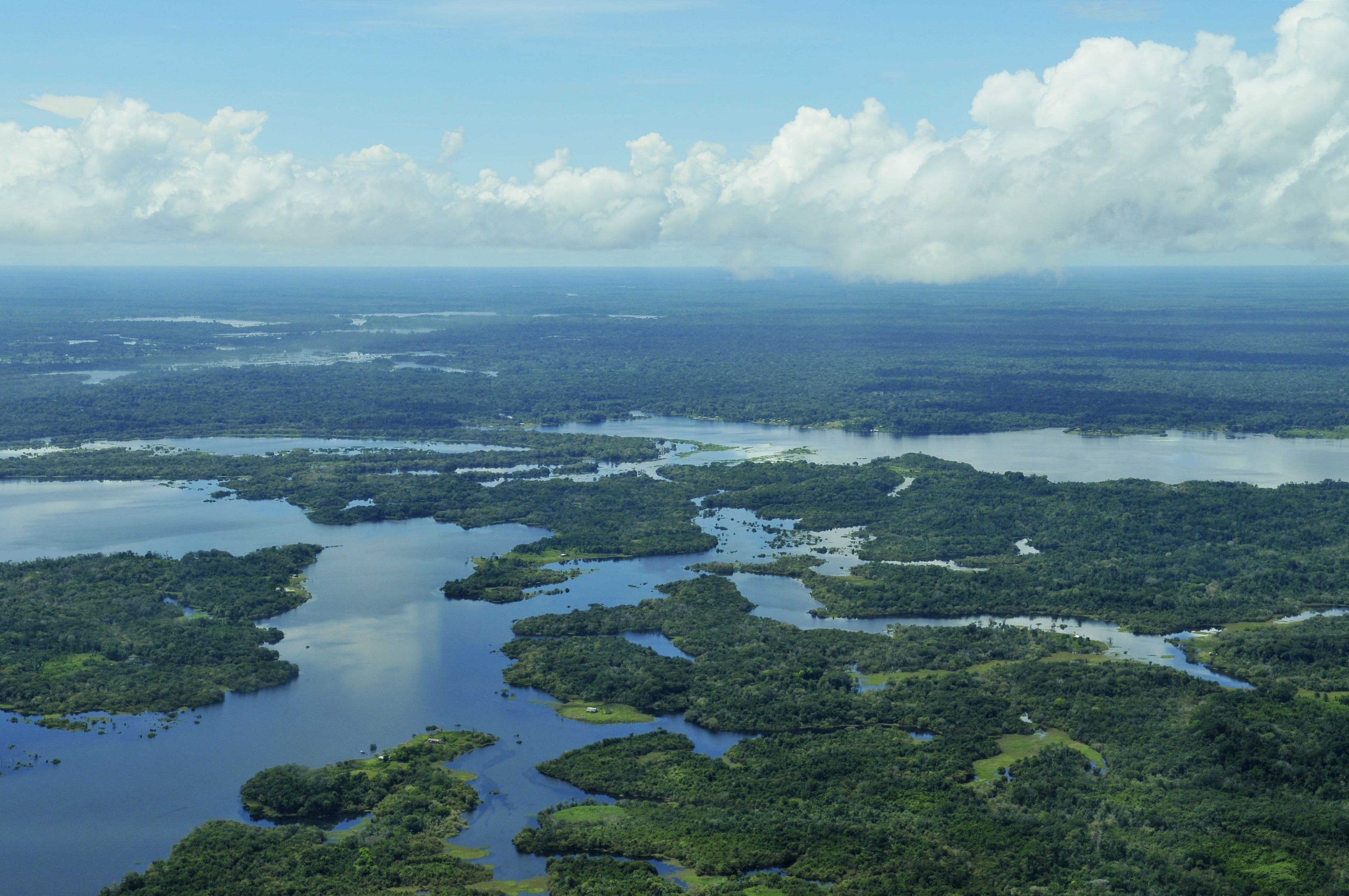
Brazilië
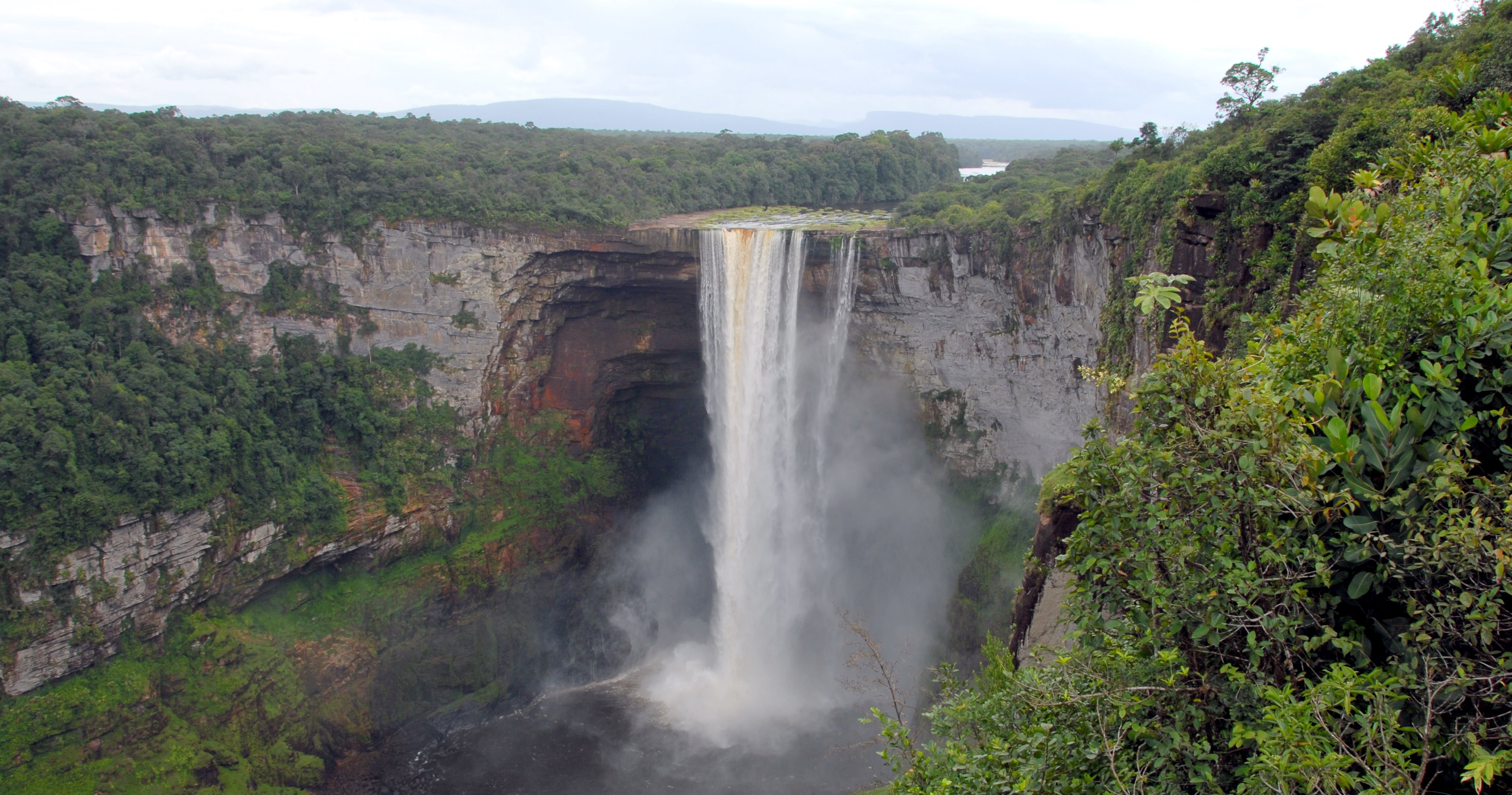
Guyana
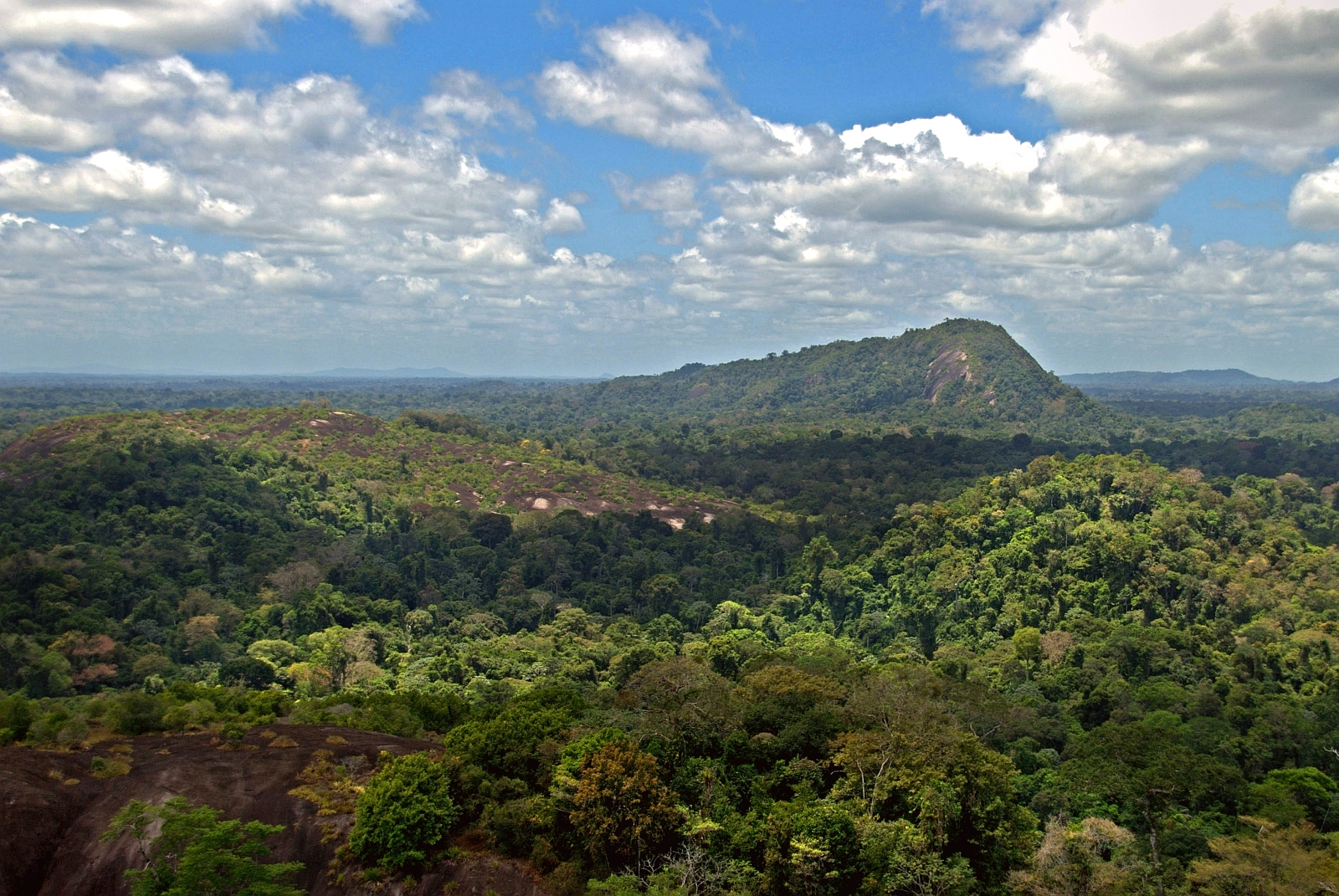
Suriname
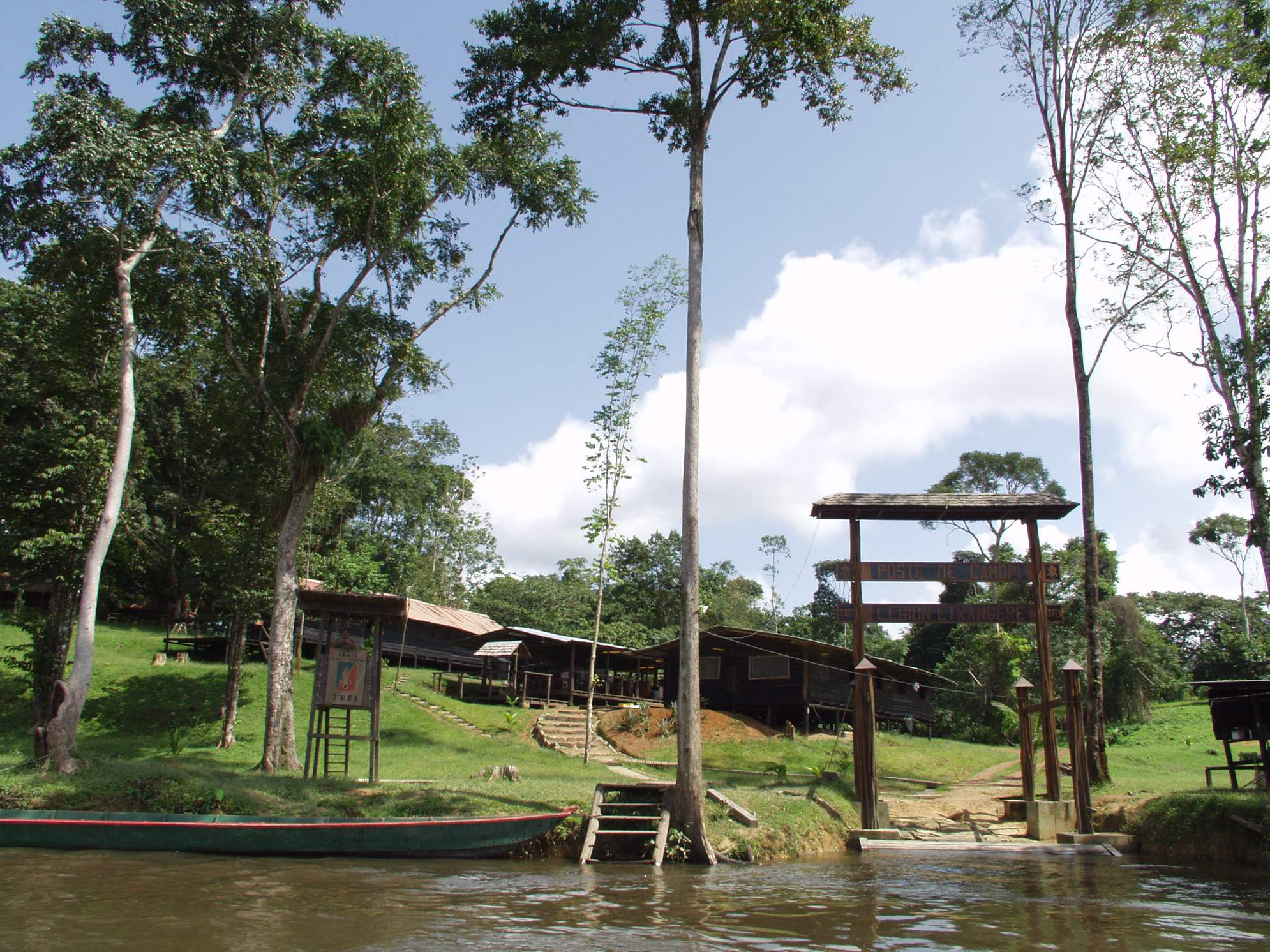
Frans-Guyana